# Парк «Екатерининская больница»
Парк «Екатерининская больница» (ранее Парк Мосгордумы) — приусадебный парк садово-паркового искусства в центре Москвы, расположен на территории бывшей усадьбы Гагариных, где сейчас располагается Московская городская дума. В советское время был утрачен. В период с 2013 года до 2015 был восстановлен по чертежам Осипа Бове. С апреля 2017 года стал доступен для посещения в выходные и праздничные дни. Вход осуществляется со стороны Успенского переулка. Впоследствии парк должен объединиться в единую парковую зону с садом «Эрмитаж».

## История
После пожара 1812 года реконструкцией усадьбы Гагарина занялся Осип Бове. По окончании строительных работ сюда переехала Екатерининская больница. Вместе с реконструкцией зданий усадьбы Бове спроектировал приусадебный парк, который в конце 1840-х годов претерпел изменения в связи со строительством на его территории ещё одного корпуса больницы и больничного храма во имя Святого Благоверного князя Александра Невского.
Практически всю свою историю парк был закрыт для свободного посещения, поскольку относился к территории Ново-Екатерининской больницы. После Великой Отечественной войны больница стала городской клинической больницей № 24.
В советский период усадебный парк был практически утрачен вследствие застройки его хозяйственными корпусами медицинского учреждения. В здании храма устроили склад, слесарную мастерскую и котельную.
Первый проект реконструкции территории усадьбы появился ещё в 1998 году. После переезда отсюда больницы в здании должен был разместиться Музей истории Москвы, а внутренний парк планировалось объединить с садом «Эрмитаж».
В 2008 году Юрий Лужков подписал постановление о реконструкции зданий и парковой зоны под Дворец бракосочетаний, однако это решение исполнено не было. После отставки Лужкова решение было отменено и здание решили передать под размещение Московской городской думы
В ночь на 1 января 2013 года городские власти начали снос парковых усадебных строений авторства Осипа Бове с целью высвобождения места для нового корпуса Думы. Новое здание площадью более 18 тысяч квадратных метров возводилось в охранной зоне объекта культурного наследия, что возмутило москвичей.
Полные комплексные научные исследования ансамбля зданий и парка-памятника было поручено провести ООО «Архитектурная мастерская Мальцева». Мастерская разработала проект реставрации парка на основании архивных чертежей первоначальной версии парка до 1840-х годов, выполненных архитектором О.И. Бове. Реставрационные и строительные работы на территории бывшей усадьбы закончились в феврале 2015 года.
На сегодняшний день в парке расположена отреставрированная беседка, в которой в летнее время работает читальня парламентской библиотеки. Кроме того, восстановленная по чертежам 1870-х годов церковь Святого Благоверного князя Александра Невского. Планируется создание единого паркового комплекса с садом «Эрмитаж».
После реконструкции парк официально получил название «Парк Мосгордумы», что не устроило московского дизайнера Константина Коновалова, который считал, что парк должен носить имя архитектора. Он создал точки в геолокационных сервисах и написал статью «Парк Осипа Бове» в «Википедии», откуда название позаимствовали интернет-карты, и оно распространилось в интернете. После он обратился в мэрию с предложением о переименовании, но то было трижды отклонено как «нецелесообразное». Позднее в мае 2018 года имя архитектора всё-таки получила площадь на пересечении Столешникова переулка и Петровки, а парк был переименован в «Парк „Екатерининская больница“» в память о Ново-Екатерининской больнице.